# Erebia luteofasciata
Erebia luteofasciata är en fjärilsart som beskrevs av Müller 1928. Erebia luteofasciata ingår i släktet Erebia och familjen praktfjärilar. Inga underarter finns listade i Catalogue of Life.